# Tariq Ramadan
Tariq Ramadan, v českých přepisech z arabštiny někdy Tárik Ramadán (* 26. září 1962, Ženeva), je švýcarský muslimský teolog a myslitel. Zastává názor, že muslimové v Evropě vytvořili nový „evropský islám“, euroislám a zdůrazňuje, že je potřeba, aby se více angažovali v evropské společnosti.

## Dílo
v němčině
- 2000 Der Islam und der Westen. Muslim Studenten Vereinigung in Deutschland (M.S.V.), Marburg, ISBN 3-932399-22-6
- 2000 Der Islam und die Muslime. Größe und Dekadenz in unserem alltäglichen Leben. Verlag Green Palace, Berlin, ISBN 3-934566-00-6
- 2001 Muslimsein in Europa. M.S.V., Marburg, ISBN 3-932399-24-2
- 2002 Die Muslime im Westen. Verlag Green Palace
- 2009 Radikale Reform: Die Botschaft des Islam für die moderne Welt, ISBN 978-3-424-35000-5

ve francouzštině
- Jihad, guerre, et paix en Islam. ISBN 2-909087-84-0
- Musulmans d'Occident: Construire et contribuer. ISBN 2-909087-81-6
- De l'Islam. ISBN 2-909087-80-8
- La foi, la voie, et la Résistance. ISBN 2-909087-82-4
- Les Musulmans dans la laïcité. ISBN 2-909087-37-9